# Johann Demel von Elswehr
Johann Nepomuk Demel von Elswehr (29. března 1825 Těšín – 15. září 1892 Opava), byl rakouský advokát a politik německé národnosti, v 2. polovině 19. století poslanec Říšské rady, starosta Těšína.

## Biografie
Jeho otec Anton Josef Kajetán Demel byl advokátem, původem z Opavy. Johann vychodil obecnou školu a gymnázium v Těšíně a pak v letech 1842–1847 absolvoval Právnickou fakultu Vídeňské univerzity. Promoval roku 1850. Roku 1847 nastoupil jako koncipista do advokátní kanceláře otce v Těšíně. Během revolučního roku 1848 byl zvolen za poslance celoněmeckého Frankfurtského parlamentu v obvodu Těšín. Zasedal tam od 9. října 1848. Byl členem liberální levice (tzv. březnový klub, který vedl Robert Blum). V parlamentních výborech se zabýval přípravou chystané říšské ústavy a volebního zákona. V březnu 1849 podpořil velkoněmecký demokratický stát. Když byl frankfurtský parlament v květnu 1849 rozpuštěn, přešel do zbytkového parlamentu ve Stuttgartu, který zasedal do června 1849. Pak otálel s návratem do Rakouska, kde se obával stíhání pro své demokratické postoje. Do poloviny roku 1850 pobýval incognito v Drážďanech. Do monarchie se vrátil teprve poté, co mu byla udělena milost. Pobýval v Bílsku pod policejním dozorem a byl mu znemožněn výkon profese advokáta.
Po obnovení ústavního systému vlády se roku 1861 vrátil do Těšína. Téhož roku byl zvolen starostou města. Od roku 1864 měl v Těšíně notářský úřad a od roku 1865 advokátní kancelář. Ve funkci starosty setrval až do roku 1891, s malou přestávkou v roce 1875. Město za jeho působení mělo vyrovnaný rozpočet a prodělalo velký rozvoj. Po prusko-rakouské válce v roce 1866 vyjednal zmírnění kontribucí a zamezil demolici mostu přes řeku Olši. Získal za to šlechtický titul von Elswehr. Roku 1891 mu byl udělen Řád Františka Josefa. Roku 1882 získal čestné občanství Těšína.
V zemských volbách v roce 1861 byl zvolen za poslance Slezského zemského sněmu. Byl členem zemského výboru a zpravodajem při projednávání zemského rozpočtu. Zemský sněm ho delegoval i do Říšské rady (tehdy ještě volené nepřímo) za kurii městskou, obvod Těšín. Opětovně byl zemským sněmem do vídeňského parlamentu vyslán roku 1867, 1870 a 1871. Uspěl i v prvních přímých volbách do Říšské rady roku 1873 za městskou kurii, obvod Těšín, Frýdek, Odry atd. Mandát zde obhájil i ve volbách do Říšské rady roku 1879, volbách do Říšské rady roku 1885 a volbách do Říšské rady roku 1891. K roku 1861 se uvádí jako notář a starosta, bytem v Těšíně.
V zákonodárných sborech patřil k provídeňské Ústavní straně, odmítající federalistické aspirace neněmeckých etnik. V roce 1878 je na Říšské radě řazen mezi členy staroněmeckého Klubu levice. Jako ústavověrný kandidát se uvádí po volbách roku 1879. Od roku 1881 patřil do klubu Sjednocené levice, do kterého se spojilo několik ústavověrných proudů německých liberálů. Za tento klub byl zvolen i ve volbách roku 1885. Po rozpadu Sjednocené levice přešel do frakce Německorakouský klub. V roce 1890 se uvádí jako poslanec obnoveného klubu německých liberálů, nyní oficiálně nazývaného Sjednocená německá levice. Ve volbách roku 1891 byl na Říšskou radu zvolen za klub Sjednocené německé levice.
Roku 1884 byl zvolen náměstkem slezského zemského hejtmana. Vytvořil vlivnou dvojici s hejtmanem Heinrichem Larischem-Moennichem.
Zemřel roku 1892 během zasedání zemského sněmu v Opavě.
Johann Demel se oženil roku 1853 s Franziskou, roz. Klapsiovou († 1879), dcerou evangelického pastora. Roku 1885 se oženil s Hermine roz. Friedrichovou. Z jeho dětí byli významní politik Leonhard a egyptolog Hans.
Jeho bratr Benjamin Demel byl starostou Kroměříže.